# チャレンジ 1934
チャレンジ 1934（Challenge 1934）は、1934年8月28日から9月16日までポーランドのワルシャワで開催されたエアレース。国際航空連盟（FAI）の第4回及び最後の国際ツーリング機競技（フランス語: Challenge International de Tourisme）である。1929年から1934年まで4回開催された同大会は第二次世界大戦前のヨーロッパでの主要な航空イベントであった。1934年大会では前回大会でも優勝したポーランド人パイロットが優勝した。

## 概要

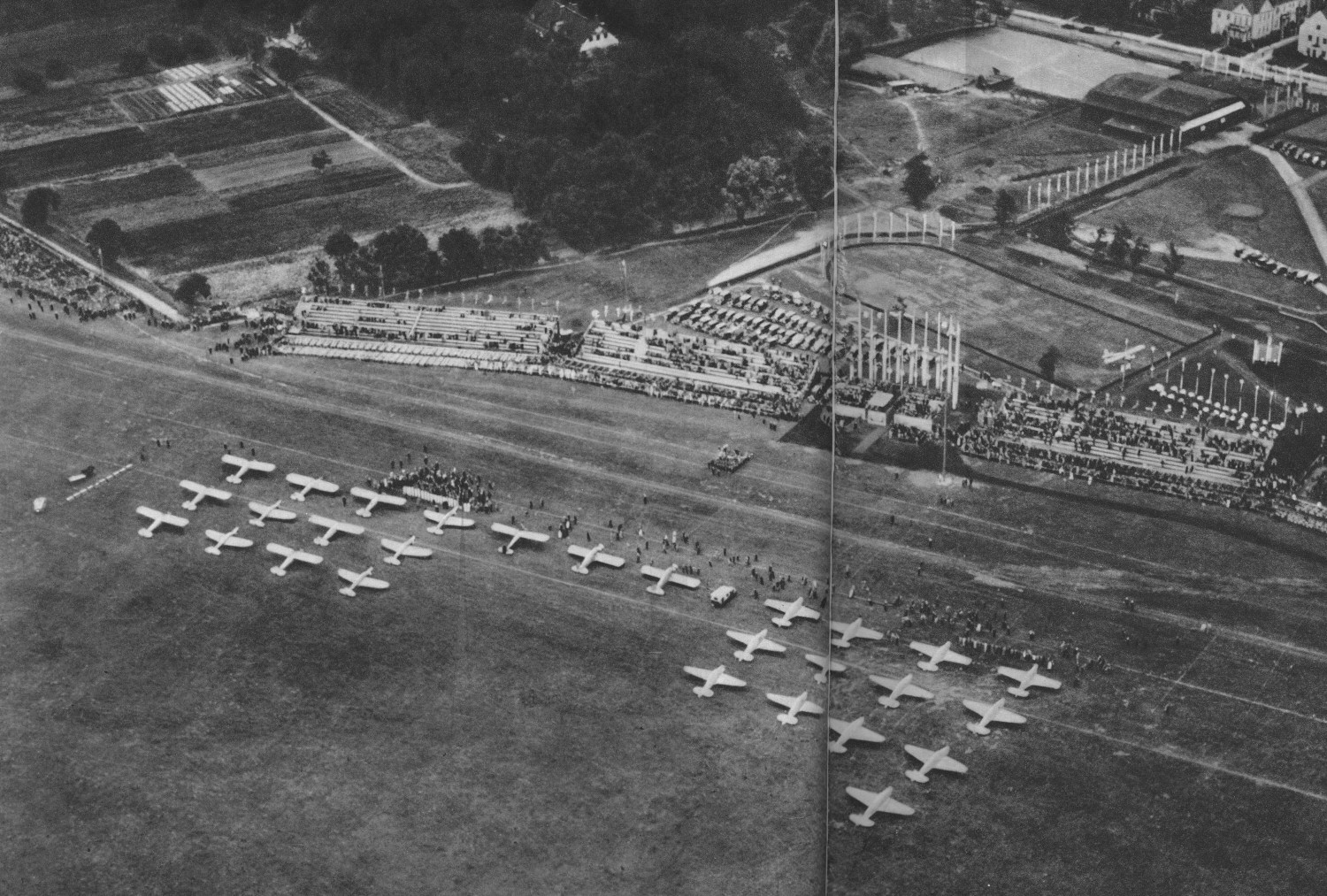
開会式、左から：ポーランド・チーム、チェコスロバキア・チームの3機、ドイツ・チーム。イタリア・チームはまだ到着していない

ポーランドとポーランド航空倶楽部は、1932年の前回大会でポーランド人パイロットの（Franciszek Żwirko）が優勝したために次回大会の運営をすることになった。1933年6月に大会規則が公表された。テクニカル競技、ヨーロッパ周回ラリー、最高速度競争という3分野に分かれている点は前回大会と同様であったが、細部は変更されていた。この大会の目的の一つがツーリング機開発の促進であったため、今大会では航空機の性能と品質に得点指標の重点が置かれていたが、各パイロットの技量にも得点の大きな余地が残されていた。
開会式は1934年8月28日の午後にワルシャワのMokotowskie飛行場で催されたが、イタリア・チームは悪天候の影響で2時間遅れて式典の途中で到着した。航空ショーの間にポーランドの戦闘機のPZL P.7が曲芸飛行中に墜落したが、パイロットは負傷しただけで済んだ。
大会はその開催時期に大きな問題を抱えるようになり最終的に1934年度大会に参加した選手と航空機の規模は前回の1932年度大会と比べて小さくなって航空機の数は前年の43機に対し34機であった。参加機は2名の搭乗員（パイロットと整備士）により飛行された。1934年度大会に参加したのは、ポーランド（12名） ドイツ（13名）、イタリア（6名）、チェコスロバキア（3名）の僅か4カ国であった。英国人飛行士のウォルター・マクファーソン（Walter MacPherson）はポーランド・チームの一員として参加した。フランス・チームは、新型機のコードロン C.500の開発が時間内に完了せず、その機体重量も重すぎたために8名の選手は大会を辞退した。ドイツチームはこのレースのために先行して5機を軍に納入しパイロットの訓練を行っている。大会の賞金は、優勝が10万フランス・フラン（FRF）、2位が4万FRF、3位が2万FRF、4位が1万FRFでその他15名の選手に6,000 FRFが授与されることになっていた。

## 航空機

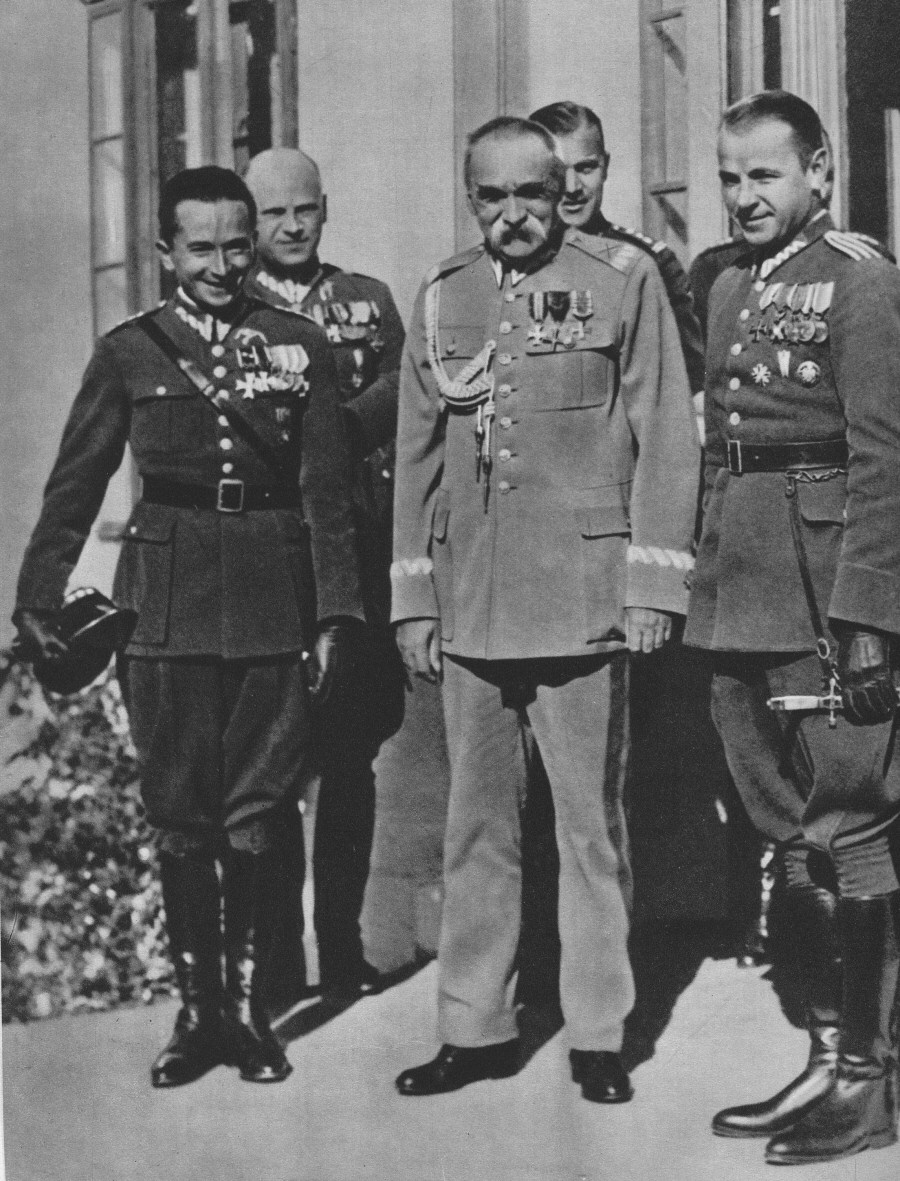
チャレンジ 1934優勝者：ポーランド飛行士のJerzy Bajan（左） と整備士のGustaw Pokrzywka（右）、ユゼフ・ピウスツキ元帥（中央）と共に

この大会はツーリング機の競技会であるため競技参加機は少なくとも2名の乗員を搭乗させて短距離での離着陸や良好な巡航速度での長距離飛行が行えなければならなかった。今大会では唯一機今大会用に改造されたマクファーソンのデ・ハビランド プス・モス以外は参加国全てが大会規則に合致するように設計された特製の新型機を参加させた。これら全ての機体が3座か4座の密閉式キャビンを持つ単葉機であり、主翼には先進的な機構（フラップ、前縁スラットやその他の装置）を備え、機体構造は混合又は全金属製であった。
ほとんどの機体は、ドイツのメッサーシュミット Bf 108（4機）、フィーゼラー Fi 97（5機）、クレム Kl 36（4機）、ポーランドのPZL 26（5機）、イタリアのパラヴィチーノ PS-1（2機）といった高速の片持ち式低翼単葉機か、チェコスロバキアのアエロ A.200（2機）、イタリアのブレダ Ba-39（2機）とBa-42（2機）の様な支柱付きの低翼単葉機であった。例外の支柱付き高翼単葉機は、ポーランド・チームの基準機の RWD-9（7機、内1機はチェコスロバキア選手により飛行）とプス・モスであった。この中でBf 108とPS-1は引き込み式の降着装置を備えていた。
ドイツ機のゼッケンは12 - 26、イタリア機は41 - 46、チェコスロバキア機は51 - 54、ポーランド機は61 - 81で、黒色の四角い枠に囲まれた番号が胴体に貼られていた。

## テクニカル競技

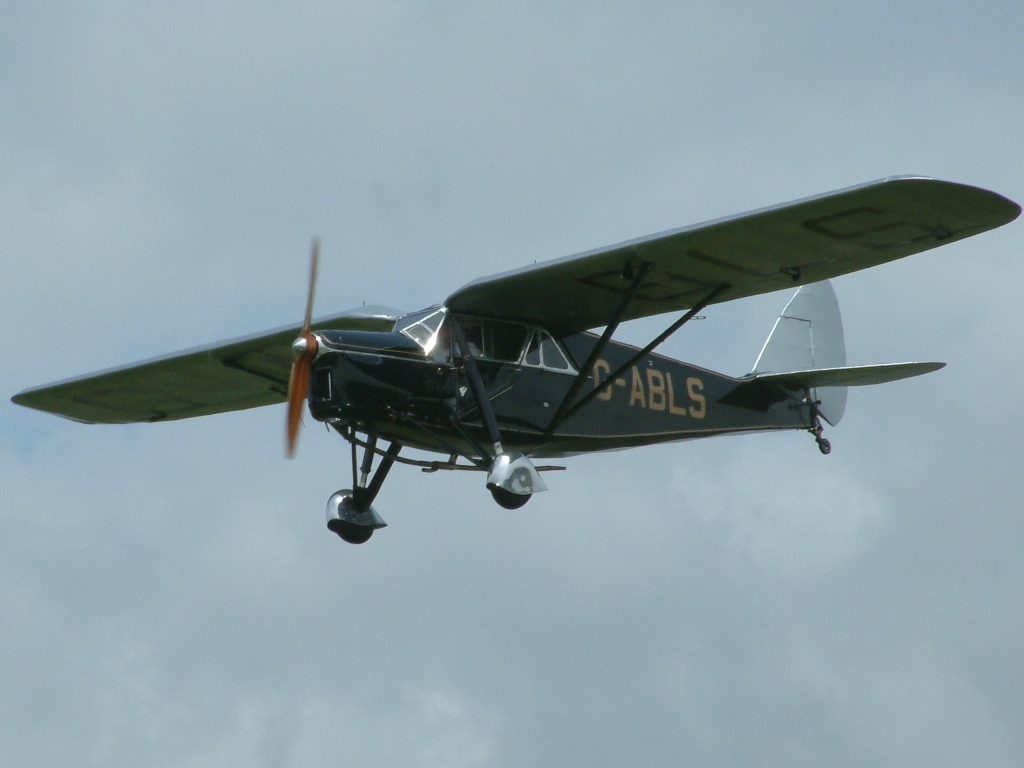
デ・ハビランド プス・モス

8月29日に競技参加機の構造の技術評価が開始された。この大会がツーリング機の競技会であったため、良好な視界を持つ快適なキャビン、3人目と4人目の座席の備え、並列配置の座席、充実した操縦機器、エンジン始動の容易さと時間、主翼の折り畳みの容易さ、安全設備と金属を使用した近代的な構造といった要素も得点の対象となっていた。視界の評価は、暗いハンガー内で機体のキャビンの中に置いたランプが照射する範囲を測定した。全てのドイツ機、2機のイタリア機とプス・モス機は空虚重量が規定の560.56 kgを超えていたために幾つかの不必要な部品を取り外さなければならなかった。最初に終了したテクニカル競技は、8月31日から9月1日にかけて実施されたエンジンの簡便スタート競技であった。この競技では、ほとんどの機体が満点の24点を獲得した。
技術評価は9月4日まで続き、最も多くの得点を獲得したのはメッサーシュミット Bf 108（450-452点）、次いでパラヴィチーノ PS-1（438点）、フィーゼラー Fi 97（428-431点）、アエロ A.200（429点）、RWD-9（427点）であった。残りの結果は、クレム Kl 36（394-407点）、PZL 26（383点）、デ・ハビランド プス・モス（373点）、ブレダ機（323-346点）であった。
9月3日から4日には高さ8 mの柵越えまでの距離を競う短距離離陸競技が行われた。最高得点はチェコスロバキア選手のVojtěch Žaček（アエロ A.200）で最短距離の74.5 mで離陸し、次点がJerzy Bajan（RWD-9）とJán Ambruš（アエロ A.200）であった。ポーランドのRWD-9、PZL 26とドイツのフィーゼラー Fi 97も高得点を獲得した一方で、イタリア機とほとんどのその他ドイツ機は距離100 mを超過するという芳しくない結果であった。比較してみると、前回大会の最高位の結果は91.6 mであった。
| 短距離離陸競技上位者の成績 | 短距離離陸競技上位者の成績 | 短距離離陸競技上位者の成績 | 短距離離陸競技上位者の成績 | 短距離離陸競技上位者の成績 | 短距離離陸競技上位者の成績 |
| -------------------------- | -------------------------- | -------------------------- | -------------------------- | -------------------------- | -------------------------- |
|                            | パイロット                 | 国                         | 航空機                     | 距離                       | 得点                       |
| 1.                         | Vojtěch Žaček              | チェコスロバキア           | アエロ A.200               | 74.5 m                     | 141 pts                    |
| 2.                         | Jerzy Bajan                | ポーランド                 | RWD-9S                     | 76.1 m                     | 140 pts                    |
| 3.                         | Ján Ambruš                 | チェコスロバキア           | アエロ A.200               | 77.6 m                     | 138 pts                    |
| 4.                         | Szczepan Grzeszczyk        | ポーランド                 | PZL 26                     | 78.2 m                     | 138 pts                    |
| 5.                         | ゲルハルト・フーブリッヒ   | ドイツ国                   | フィーゼラー Fi 97         | 78.3 m                     | 138 pts                    |

9月4日の技術評価と短距離離陸競技の終了次点での順位は、メッサーシュミット Bf 108のテオ・オステルカンプ（597点）、ヴェルナー・ユンク（596点）、オットー・ブリンドリンガー（Otto Brindlinger：594点）、次いでアエロ A.200のVojtěch Žaček（594点）、RWD-9のJerzy Bajan（591点）とアエロ A.200のJán Ambruš（591点）、続いてドイツのフィーゼラー Fi 97とポーランドのRWD-9であった。
次の競技は9月4日から5日に行われた高さ8 mの柵越えからの距離を競う短距離着陸競技であった。最高位は75 m（210点）を記録したハンス・ザイデマン（フィーゼラー Fi 97）であった。上位10傑にはその他のフィーゼラー Fi 97、ポーランドのRWD-9とPZL 26そしてマクファーソンのプス・モスが入っていた。ブレダ機とメッサーシュミット Bf 108と共にチェコスロバキアのアエロ A.200の結果（117 m以上）は思わしくなかった。前回大会の最高位の結果は92.4 mであった。
| 短距離着陸競技上位者の成績 | 短距離着陸競技上位者の成績 | 短距離着陸競技上位者の成績 | 短距離着陸競技上位者の成績 | 短距離着陸競技上位者の成績 | 短距離着陸競技上位者の成績 |
| -------------------------- | -------------------------- | -------------------------- | -------------------------- | -------------------------- | -------------------------- |
|                            | パイロット                 | 国                         | 航空機                     | 距離                       | 得点                       |
| 1.                         | ハンス・ザイデマン         | ドイツ国                   | フィーゼラー Fi 97         | 75 m                       | 210 pts                    |
| 2.                         | Tadeusz Karpiński          | ポーランド                 | PZL 26                     | 78.2 m                     | 138 pts                    |
| 3.                         | ゲルハルト・フーブリッヒ   | ドイツ国                   | フィーゼラー Fi 97         | 79 m                       | 206 pts                    |
| 4.                         | Andrzej Włodarkiewicz      | ポーランド                 | PZL 26                     | 79.7 m                     | 205 pts                    |
| 5.                         | Jerzy Bajan                | ポーランド                 | RWD-9S                     | 79.8 m                     | 205 pts                    |
| 6.                         | ウォルター・マクファーソン | ポーランド / イギリス      | DH-80A                     | 80.8 m                     | 203 pts                    |

594-kmの周回コースを使用した燃料消費競技が9月5日に実施された。上位3機は86-95点のメッサーシュミット Bf 108、続いて73-79点の5機のポーランド機であった。イタリア機もかなり良い結果を出した一方で、ドイツのフィーゼラー Fi 97とクレム Kl 36そしてチェコスロバキア機のこの競技での成績は振るわなかった。
| 燃料消費競技上位者の成績 | 燃料消費競技上位者の成績 | 燃料消費競技上位者の成績 | 燃料消費競技上位者の成績  | 燃料消費競技上位者の成績 | 燃料消費競技上位者の成績 |
| ------------------------ | ------------------------ | ------------------------ | ------------------------- | ------------------------ | ------------------------ |
|                          | パイロット               | 国                       | 航空機                    | kg/100 km                | 得点                     |
| 1.                       | カール・フランケ         | ドイツ国                 | メッサーシュミット Bf 108 | 10.5                     | 95 pts                   |
| 2.                       | ヴェルナー・ユンク       | ドイツ国                 | メッサーシュミット Bf 108 | 11.07                    | 90 pts                   |
| 3.                       | テオ・オステルカンプ     | ドイツ国                 | メッサーシュミット Bf 108 | 11.48                    | 86 pts                   |
| 4.                       | Jerzy Bajan              | ポーランド               | RWD-9S                    | 12.11                    | 79 pts                   |
| 5.                       | Szczepan Grzeszczyk      | ポーランド               | PZL 26                    | 12.26                    | 78 pts                   |

更なる競技が終了した9月5日時点で総合成績の順位には変動があり、この競技部門の終了時までこの順位は続いた。上位はRWD-9SのJerzy Bajan（875点）、RWD-9SのTadeusz Karpiński（856点）、フィーゼラー Fi 97のハンス・ザイデマン（850点）、フィーゼラー Fi 97のゲルハルト・フーブリッヒ（Gerhard Hubrich 、850点）、RWD-9のStanisław Płonczyński（844点）、これにメッサーシュミット Bf 108のカール・フランケ（Karl Francke）、RWD-9のJan Buczyński、フィーゼラー Fi 97のヴォルフ・ヒルト、PZL 26のSzczepan Grzeszczykが続いた。
8月31日に最低速度競技が始まったが天候のためにこの競技は9月2日まで続けなければならなくなり、選手の中には9月6日にようやくこの競技を終了する者もいた。ポーランド選手でRWD-9のJerzy Bajanが最低の54.14 km/hを記録した。60 km/hの好成績を残した中には、その他のRWD-9、チェコスロバキア機、ドイツのクレム Kl 36とフィーゼラー Fi 97が含まれており、最下位は75 km/h以上のイタリアのブレダ機でこれは得点に勘定されなかった。（ブレダ機には主翼のスロットという新機構が備わっていたが実際には役に立たないことが分かった）
| 最低速度競技上位者の成績 | 最低速度競技上位者の成績   | 最低速度競技上位者の成績 | 最低速度競技上位者の成績 | 最低速度競技上位者の成績 | 最低速度競技上位者の成績 |
| ------------------------ | -------------------------- | ------------------------ | ------------------------ | ------------------------ | ------------------------ |
|                          | パイロット                 | 国                       | 航空機                   | 速度                     | 得点                     |
| 1.                       | Jerzy Bajan                | ポーランド               | RWD-9S                   | 54.14 km/h               | 83 pts                   |
| 2.                       | Jan Anderle                | チェコスロバキア         | RWD-9W                   | 55.24 km/h               | 79 pts                   |
| 3.                       | Ján Ambruš                 | チェコスロバキア         | アエロ A.200             | 55.88 km/h               | 76 pts                   |
| 4.                       | Stanisław Płonczyński      | ポーランド               | RWD-9S                   | 56.72 km/h               | 73 pts                   |
| 5.                       | ヴォルフガング・シュタイン | ドイツ国                 | クレム Kl 36             | 57.67 km/h               | 69 pts                   |
| 6.                       | フリッツ・モーツィック     | ドイツ国                 | クレム Kl 36             | 57.78 km/h               | 68 pts                   |

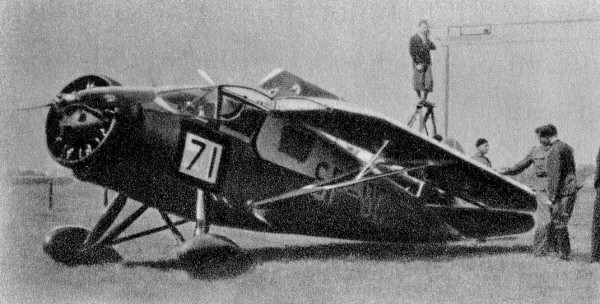
主翼折り畳み競技中のBajanのRWD-9

9月1日には主翼の簡便折り畳み競技が行われた。これはハンガー内での収容スペースを節約する装備であり、機体の寸法と折り畳み方法も得点の対象になった。この競技は9月6日にようやく終了し、上位7機は36点のRWD-9とイタリアの4機がそれに続いた。
テクニカル競技中にドイツ機（メッサーシュミット Bf 108）とイタリア機（パラヴィチーノ PS-1）の各々1機が機体を破損させて棄権しなければならなかった。しかし全大会中でも最も多くの割合の選手がテクニカル競技を通過した。全般的には上位陣をRWD-9とフィーゼラー Fi 97が占め、一方でメッサーシュミット Bf 108、クレム Kl 36とPZL 26が平均点で、イタリア機が559-801点で順位表を占めていた。
| テクニカル競技終了時の上位者の成績 | テクニカル競技終了時の上位者の成績 | テクニカル競技終了時の上位者の成績 | テクニカル競技終了時の上位者の成績 | テクニカル競技終了時の上位者の成績 |
| ---------------------------------- | ---------------------------------- | ---------------------------------- | ---------------------------------- | ---------------------------------- |
|                                    | パイロット                         | 国                                 | 航空機                             | 得点                               |
| 1.                                 | Jerzy Bajan                        | ポーランド                         | RWD-9S                             | - 994 pts                          |
| 2.                                 | Tadeusz Karpiński                  | ポーランド                         | RWD-9S                             | - 954 pts                          |
| 3.                                 | Stanisław Płonczyński              | ポーランド                         | RWD-9S                             | - 953 pts                          |
| 4.                                 | ハンス・ザイデマン                 | ドイツ国                           | フィーゼラー Fi 97                 | - 939 pts                          |
| 5.                                 | ゲルハルト・フーブリッヒ           | ドイツ国                           | フィーゼラー Fi 97                 | - 936 pts                          |
| 6.                                 | Jan Buczyński                      | ポーランド                         | RWD-9S                             | - 920 pts                          |
| 7.                                 | Stefan Florjanowicz                | ポーランド                         | RWD-9W                             | - 919 pts                          |
| 8-10.                              | ヴォルフ・ヒルト                   | ドイツ国                           | フィーゼラー Fi 97                 | - 915 pts                          |
| 8-10.                              | Ján Ambruš                         | チェコスロバキア                   | アエロ A.200                       | - 915 pts                          |
| 8-10.                              | Jan Anderle                        | チェコスロバキア                   | RWD-9W                             | - 915 pts                          |

## ヨーロッパ周回ラリー

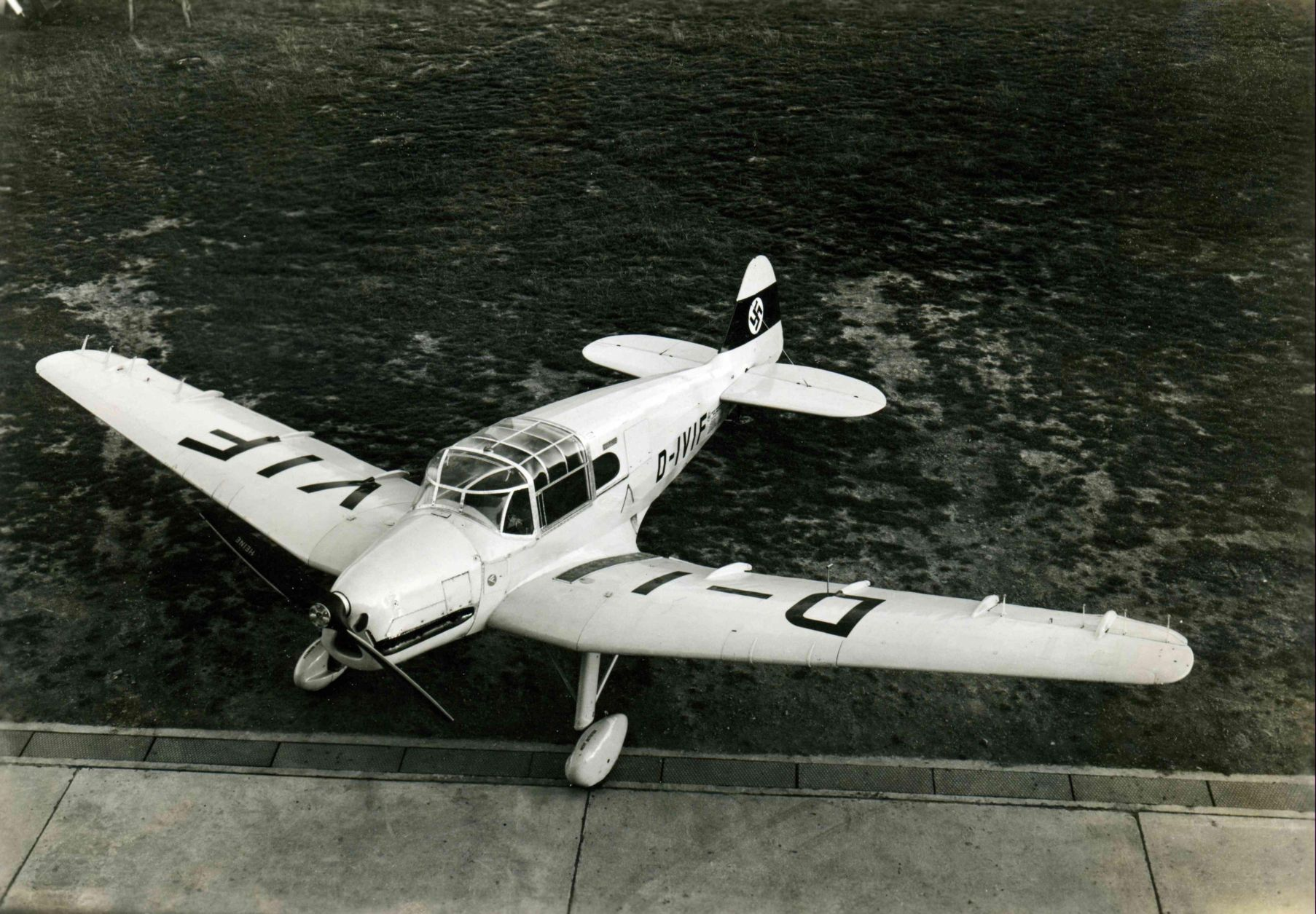
フィーゼラー Fi 97

大会の2番目の競技部門は、ワルシャワ - ケーニヒスベルク - ベルリン - ケルン - ブリュッセル - パリ - ボルドー - ポー - マドリッド - セルビア - カサブランカ - メクネス - シディ・ベル・アベス - アルジェ（ステージ前半通過点） - ビスクラ - チュニス - パレルモ - ナポリ - ローマ - リミニ - ザグレブ - ウィーン - ブルノ - プラハ - カトヴィツェ - ルヴフ（Lwów） - ヴィルノ（Wilno） - ワルシャワのヨーロッパと北アフリカを巡る9,537.4 kmのラリーであった。途中8箇所とそれ以外にタンジェ、メッシーナ、カステルフランコ・ヴェーネトにチェックポイントが設けられていた。この航空路は前回大会よりも遥かに長く厳しいものになっていた。得点は、まず全航程を通しての平均巡航速度、次に航空規則の遵守度で競われた。指定以外の飛行場で3晩泊まることや巡航速度が130 km/h以下は失格となった。
ラリーは9月7日の午前5時から5時半の間、降雨の中で始まった。メッサーシュミット Bf 108がその高速振りを発揮して最初にベルリンに到着した。同日に上位24名の選手（ポーランド 10、ドイツ 8、チェコスロバキア 3、イタリア 3）が1752.4 kmを飛行してパリに到着した。ドイツのクレム Kl 36のヴォルフガング・シュタイン（Wolfgang Stein）とイタリア・チームの主将アンブロジーオ・コロンボ（Ambrogio Colombo）はエンジン故障のため着陸して脱落せざるを得なかった。その他数名の選手も同様の問題を抱えていたが、何とか自分たちで修理していた。
翌日は早くに出発した多くの選手、特にメッサーシュミット Bf 108はボルドーの飛行場で濃い霧により着陸を強いられ平均巡航速度を下げることになった。この状況でテオ・オステルカンプとゲルハルト・フーブリッヒ（Gerhard Hubrich）は地元の警察といざこざを起こしていた。エルンスト・クリュガー（Ernst Krüger）のクレム Kl 36は、強行着陸により機体を破損し脱落しなければならなかった。その日は14名という多くの選手がセビリアに到着し、9名がマドリッドに停まる一方で、RWD-9のStanisław Płonczyńskiを含む最下位の2名はまだボルドーに留まっていた。PZL 26の2名のポーランド選手（Andrzej WłodarkiewiczとSzczepan Grzeszczyk）は、最も遠くのカサブランカ（3,715.2 km）に到達していた。
9月9日にAndrzej Włodarkiewiczと3機のメッサーシュミット Bf 108を先頭にラリーに生き残っている全選手がアフリカに入った。その日は合計4,774 kmを飛行した18名の選手（ポーランド 9、ドイツ 6、チェコスロバキア 3）がアルジェに到着した。Stanisław Płonczyńskiを含む最下位の2名がメクネスに到着し、その日は幾人かの選手が脱落した。クレム Kl 36のフリッツ・モーツィック（1929年度と1930年度大会の優勝者）はアルジェに到着するまでに燃料ポンプの故障で3度の着陸を余儀なくされ、PZL 26のSzczepan Grzeszczykもエンジンが故障してシディ・ベル・アベスの手前で不時着した。その他、クレム Kl 36のドイツ選手クラフト・エベルハルト（Kraft Eberhard）は主翼を破損したためにスペインで脱落し、RWD-9のポーランド選手Tadeusz Karpińskiは規定未満の平均巡航速度のためセルビアで失格となり、イタリア選手ピエロ・デ・アンジェリ（Pierro de Angeli）は病気のために棄権した。9月10日に残りの選手がアルジェに到着し、これにより24名の選手がラリーの最初のステージを終了した。RWD-9のポーランド選手Stefan Florjanowiczはそこでエンジン故障のために脱落した。
休憩をとった後の9月11日に競技参加者はアルジェを離れ、23名の選手はその日のうちにチュニスに到着した。9月12日に選手たちは地中海を越えパレルモへ向け飛び立った。この飛行はイタリア海軍とフランスの水上機の支援を受けて行われた。エンジン故障により1名のイタリア選手が脱落し、22名の選手がその日にローマに到着した。
9月13日は悪天候であったが2名を除いた全選手がプラハ（7,924 km）に到着した。この日の最高位はメッサーシュミット Bf 108のテオ・オステルカンプであったが、その他の2機のBf 108の選手は悪天候のためにトリエステ近郊に着陸を強いられザグレブで一夜を明かしたことにより平均巡航速度を落とすことになった。

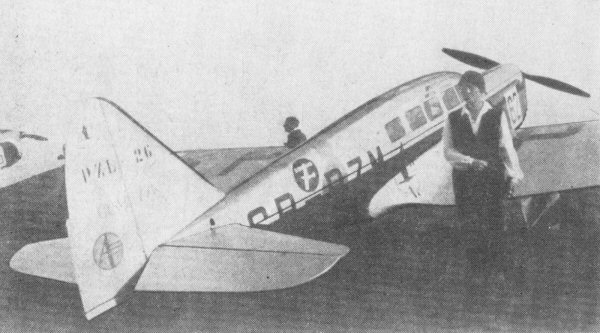
大会用の標識を付けたポーランドのIgnacy GiedgowdのPZL.26

9月14日に群集に迎えられてPZL 26のポーランド選手Ignacy Giedgowdを最初に16名の選手がワルシャワに到着した。この16名は、5名のポーランド選手、6名のドイツ選手、3名のチェコスロバキア選手と2名のイタリア選手であった。その日は、先頭のPZL 26のポーランド選手Andrzej Włodarkiewiczがルヴフ手前のタルヌフに着陸を強いられエンジン故障で脱落し、デ・ハビランド プス・モスのウォルター・マクファーソンも同じ理由によりルヴフ手前で脱落した。
9月15日には、メッサーシュミット Bf 108のヴェルナー・ユンク、カール・フランケとPZL 26のPiotr Dudzińskiの最後の3選手がワルシャワに到着した。最後に脱落したのはヴィルノの手前でコンプレッサー故障を起こしたPZL 26のJan Balcerであった。競技対象外であったがこの日、途中で故障を起こしラリーから脱落したクレム Kl 36のフリッツ・モーツィック、RWD-9のTadeusz KarpińskiとPZL 26のAndrzej Włodarkiewiczが修理を済ませワルシャワに到着した。
ラリーに参加した32名中僅か19名しか完走できず、A.200を別としてチーム全機が完走したのはチェコスロバキア・チームのみであった。フィーゼラー Fi 97は全機がラリーを完走した。その最も高い巡航速度にもかかわらずメッサーシュミット Bf 108の順位はステージ前半のラリーでの低い平均巡航速度によるものであった。優勝はラリーの全航程で高い巡航速度を保ったパイロットが獲得した。大会規定によりラリーを完走した参加選手の中で決められた飛行場で夜を明かした全員に最高で160点までの得点が与えられた。
| ラリー競技の上位者の成績 | ラリー競技の上位者の成績 | ラリー競技の上位者の成績 | ラリー競技の上位者の成績  | ラリー競技の上位者の成績 | ラリー競技の上位者の成績 |
| ------------------------ | ------------------------ | ------------------------ | ------------------------- | ------------------------ | ------------------------ |
|                          | パイロット               | 国                       | 航空機                    | 平均速度                 | 得点                     |
| 1.                       | ゲオルグ・パゼヴァルト   | ドイツ国                 | フィーゼラー Fi 97        | 215.33 km/h              | - 880 pts                |
| 2.                       | Ignacy Giedgowd          | ポーランド               | PZL 26                    | 213.33 km/h              | - 880 pts                |
| 3.                       | Ján Ambruš               | チェコスロバキア         | アエロ A.200              | 211.12 km/h              | - 880 pts                |
| 4.                       | Piotr Dudziński          | ポーランド               | PZL 26                    | 211.05 km/h              | - 880 pts                |
| 5.                       | テオ・オステルカンプ     | ドイツ国                 | メッサーシュミット Bf 108 | 208.74 km/h              | - 875 pts                |
| 6.                       | ハンス・ザイデマン       | ドイツ国                 | フィーゼラー Fi 97        | 208.28 km/h              | - 874 pts                |
| 7.                       | Stanisław Płonczyński    | ポーランド               | RWD-9                     | 206.89 km/h              | - 868 pts                |
| 8.                       | Jerzy Bajan              | ポーランド               | RWD-9                     | 205.15 km/h              | - 861 pts                |
| 9.                       | Jan Anderle              | チェコスロバキア         | RWD-9                     | 203.69 km/h              | - 855 pts                |
| 10.                      | クルト・バイエル         | ドイツ国                 | フィーゼラー Fi 97        | 203.47 km/h              | - 854 pts                |

テクニカル競技とラリー競技の終了後、総合成績では1,885点でポーランドのJerzy Bajanが1位で、それに続きStanisław Płonczyńskiの1,821点が2位になった。3位には1,813点のハンス・ザイデマン、次に1,795点のJán Ambruš、1,770点のJan Anderleという2名のチェコスロバキア選手であった。メッサーシュミット Bf 108陣は12位のヴェルナー・ユンク（1,733点）、13位のテオ・オステルカンプ（1,729点）、15位のカール・フランケ（1,715点）であった。

## 最高速度競争

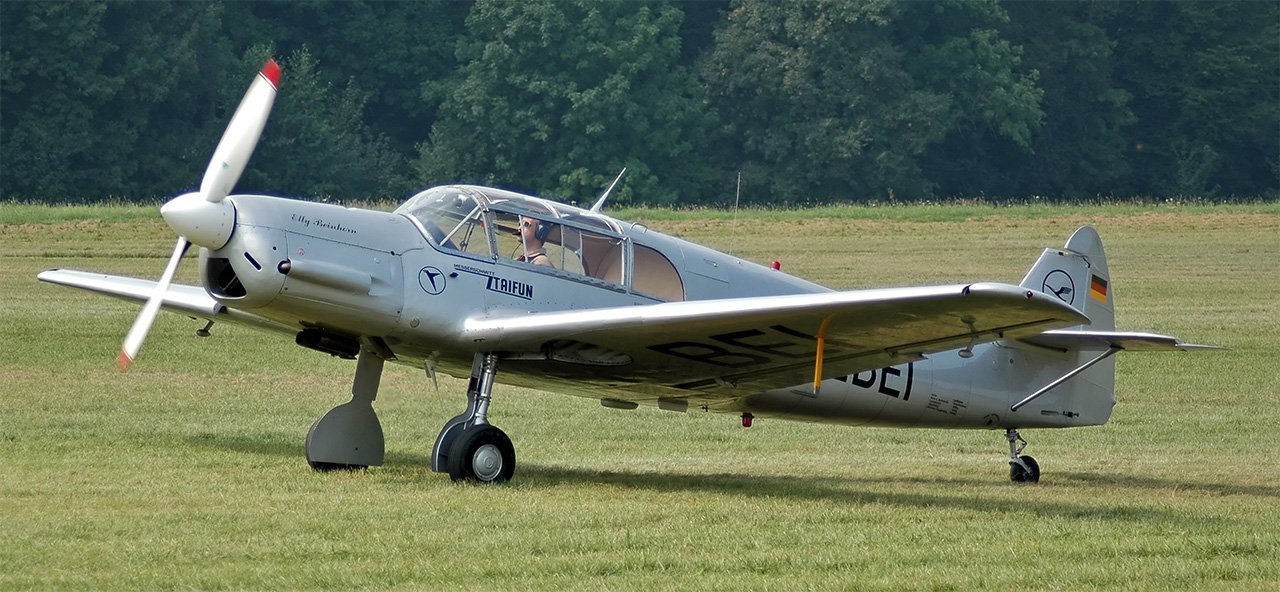
メッサーシュミット Bf 108

大会最後の競技部門は297 kmの三角コースでの最高速度競技であった。この競技は9月16日、日曜日の午後4時からワルシャワのMokotowskie飛行場で行われた。
ハンデキャップ方式により競技は総合成績順に適切な間隔を空けて離陸し、まずゴールラインを通過した者が勝者となり、最高速度競争での得点の合計は210 km/hを超えた1 km/h毎に1点が与えられた。
上位は291 km/hのテオ・オステルカンプ筆頭の3機のメッサーシュミット Bf 108が占め、RWD-9のポーランド選手Stanisław Płonczyński、Jan Buczyński、Jerzy BajanとHenryk Skrzypińskiの4名が続き、この中の最下位とフィーゼラー Fi 97のハンス・ザイデマンが同位であった。PZL 26のポーランド選手Ignacy GiedgowdとBa-39Sのイタリア選手Ernesto Sanzinはエンジン故障のために着陸せざるを得ず得点は0点であった。
| 最高速度競技の全成績 | 最高速度競技の全成績     | 最高速度競技の全成績 | 最高速度競技の全成績       | 最高速度競技の全成績 | 最高速度競技の全成績 |
| -------------------- | ------------------------ | -------------------- | -------------------------- | -------------------- | -------------------- |
|                      | パイロット               | 国                   | 航空機                     | 速度                 | 得点                 |
| 1.                   | テオ・オステルカンプ     | ドイツ国             | メッサーシュミット Bf 108A | 291 km/h             | 81 pts               |
| 2.                   | カール・フランケ         | ドイツ国             | メッサーシュミット Bf 108A | 287 km/h             | 77 pts               |
| 3.                   | ヴェルナー・ユンク       | ドイツ国             | メッサーシュミット Bf 108A | 283 km/h             | 73 pts               |
| 4.                   | Stanisław Płonczyński    | ポーランド           | RWD-9S                     | 255 km/h             | 45 pts               |
| 5.                   | Jan Buczyński            | ポーランド           | RWD-9S                     | 254 km/h             | 44 pts               |
| 6.                   | Jerzy Bajan              | ポーランド           | RWD-9S                     | 251 km/h             | 41 pts               |
| 7/8.                 | Henryk Skrzypiński       | ポーランド           | RWD-9W                     | 243 km/h             | 33 pts               |
| 7/8.                 | ハンス・ザイデマン       | ドイツ国             | フィーゼラー Fi 97         | 243 km/h             | 33 pts               |
| 9.                   | Piotr Dudziński          | ポーランド           | PZL 26                     | 241 km/h             | 31 pts               |
| 10/11.               | ゲルハルト・フーブリッヒ | ドイツ国             | フィーゼラー Fi 97         | 239 km/h             | 29 pts               |
| 10/11.               | ゲオルグ・パゼヴァルト   | ドイツ国             | フィーゼラー Fi 97         | 239 km/h             | 29 pts               |
| 12/14.               | ヴォルフ・ヒルト         | ドイツ国             | フィーゼラー Fi 97         | 237 km/h             | 27 pts               |
| 12/14.               | Ján Ambruš               | チェコスロバキア     | アエロ A.200               | 237 km/h             | 27 pts               |
| 12/14.               | Jan Anderle              | チェコスロバキア     | RWD-9W                     | 237 km/h             | 27 pts               |
| 15.                  | クルト・バイエル         | ドイツ国             | フィーゼラー Fi 97         | 236 km/h             | 26 pts               |
| 16.                  | Vojtěch Žaček            | チェコスロバキア     | アエロ A.200               | 224 km/h             | 14 pts               |
| 17.                  | アルマンド・フランソワ   | イタリア王国         | パラヴィチーノ PS-1        | 223 km/h             | 13 pts               |

メッサーシュミット Bf 108は順位を挽回したが、総合成績の上位4位に変更は無かった。競技参加者の到着順は： Bajan - Płonczyński - ザイデマン - Ambruz - オステルカンプ - ユンクの順であった。

## 成績
閉会式は9月16日の最高速度競争のすぐ後に催された。優勝者はポーランド飛行士のJerzy Bajanと整備士のGustaw Pokrzywkaであった。優勝者の勝利は操縦技術の高さによるものだけではなく搭乗機RWD-9の技術的な性能もこれに貢献していた。この勝利によりポーランドは次回1936年大会の開催権も手中にしたが、財政的理由によりこれは開催されないことに決まった。FAIはその他の国が大会を主催するように提案したが、ドイツ、イタリア、フランスは辞退した。1934年大会は最後の国際ツーリング機競技大会となり、ポーランド航空倶楽部は暫定優勝杯の保持権を与えられた。
|     | パイロット               | 国               | 航空機                     | 登録記号 / ゼッケン | 得点：テクニカル + ラリー + 最高速度 | = 合計 |
| 1.  | Jerzy Bajan              | ポーランド       | RWD-9S                     | SP-DRD / 71         | 994 + 861 + 41                       | 1896   |
| 2.  | Stanisław Płonczyński    | ポーランド       | RWD-9S                     | SP-DRC / 75         | 953 + 868 + 45                       | 1866   |
| 3.  | ハンス・ザイデマン       | ドイツ国         | フィーゼラー Fi 97         | D-IPUS / 19         | 939 + 874 + 33                       | 1846   |
| 4.  | Ján Ambruš               | チェコスロバキア | アエロ A.200               | OK-AMB / 52         | 915 + 880 + 27                       | 1822   |
| 5.  | テオ・オステルカンプ     | ドイツ国         | メッサーシュミット Bf 108A | D-IMUT / 14         | 854 + 875 + 81                       | 1810   |
| 6.  | ヴェルナー・ユンク       | ドイツ国         | メッサーシュミット Bf 108A | D-IJES / 16         | 895 + 838 + 73                       | 1806   |
| 7.  | Jan Buczyński            | ポーランド       | RWD-9S                     | SP-DRE / 72         | 920 + 836 + 44                       | 1800   |
| 8.  | Jan Anderle              | チェコスロバキア | RWD-9W                     | OK-AMD / 54         | 915 + 855 + 27                       | 1797   |
| 9.  | ゲオルグ・パゼヴァルト   | ドイツ国         | フィーゼラー Fi 97         | D-IDAH / 22         | 885 + 880 + 29                       | 1794   |
| 10. | カール・フランケ         | ドイツ国         | メッサーシュミット Bf 108A | D-IGAK / 15         | 899 + 816 + 77                       | 1792   |
| 11. | Piotr Dudziński          | ポーランド       | PZL 26                     | SP-PZL / 61         | 875 + 880 + 31                       | 1786   |
| 12. | クルト・バイエル         | ドイツ国         | フィーゼラー Fi 97         | D-IBYR / 18         | 902 + 854 + 26                       | 1782   |
| 13. | ヴォルフ・ヒルト         | ドイツ国         | フィーゼラー Fi 97         | D-IVIF / 17         | 915 + 819 + 27                       | 1761   |
| 14. | Vojtěch Žaček            | チェコスロバキア | アエロ A.200               | OK-AMA / 51         | 890 + 845 + 14                       | 1749   |
| 15. | Henryk Skrzypiński       | ポーランド       | RWD-9W                     | SP-DRB / 76         | 883 + 826 + 33                       | 1742   |
| 16. | ゲルハルト・フーブリッヒ | ドイツ国         | フィーゼラー Fi 97         | D-IZUH / 21         | 936 + 763 + 29                       | 1728   |
| 17. | Ignacy Giedgowd          | ポーランド       | PZL 26                     | SP-PZM / 62         | 839 + 880 + 0                        | 1719   |
| 18. | アルマンド・フランソワ   | イタリア王国     | パラヴィチーノ PS-1        | I-FRAN / 42         | 801 + 747 + 13                       | 1561   |
| 19. | エルネスト・サンツィン   | イタリア王国     | ブレダ Ba-39S              | I-LUDO / 46         | 559 + 723 + 0                        | 1282   |